# 利戈里奥·洛佩斯
利戈里奥·洛佩斯（西班牙語：Ligorio López，1933年7月3日—1993年8月31日），墨西哥男子足球运动员，司职前锋。他曾代表墨西哥国家队参加1958年国际足联世界杯，结果队伍止步小组赛阶段。